# Выборы во Всероссийское учредительное собрание
Выборы во Всероссийское учредительное собрание состоялись в период с 25 по 27 ноября 1917 года, при этом в ряде округов, выборы прошли со значительным запозданием в связи со сложностью их организации. Считаются единственными честными, демократическими, справедливыми и альтернативными выборами в истории России.
При этом, различные академические данные предоставляют разную информацию о результатах выборов, в связи с некоторыми трудностями из-за недостатка информации, её частичной утраты, имеющихся противоречивых данных или её фальсификации в советской историографии . Тем не менее, максимальное различие составляет в пропорциональных соотношениях результатов ПСР, РСДРП(б), УПСР и РСДРП(о), что, всё же не влияет на итоговую пропорцию мест или неоспоримое лидерство ПСР. Так, все они указывают на то, что большевики — одержали явную победу в промышленных центрах, а также получили около двух третей голосов солдат на Западном фронте. Кадеты — одерживали победы, хоть и не столь значительные, в крупнейших городах России. ПСР же, как и УПСР, получили относительное большинство голосов и мест, благодаря поддержке крестьянства, которое составляло подавляющее большинство населения страны.
Однако, выборы не привели к формированию долгосрочного демократического государства и правительства, поскольку избранный орган был принудительно разогнан большевистскими силами, которые установили однопартийное государство и постепенно запретили все иные политические движения.

## Предшествующие события
Созыв Учредительного собрания для решения народом судьбы, направления развития страны, был давним и ярким требованием демократических, народных и западнических движений в Российской Империи, начиная от декабристов и «Манифеста к русскому народу» С. П. Трубецкого, где после свержения монархии декларируется установление временного правительства на 4-5 лет, с последующим созывом Учредительного собрания, и заканчивая народниками, и революционерами 1905 года.
После подписания манифеста об отречении Николая II-го, было сформировано Временное революционное правительство России на базе Государственной думы Российской Империи IV-го созыва, которое обязывала себя созвать Учредительное собрание, однако разные политические силы требовали совершенно разного, хоть все и были едины в необходимости проведения выборов: ПСР требовала перенести выборы, чтобы они не совпали с полевыми работами, РСДРП(б) требовала немедленно провести выборы и передать власть Советам, КДП и консерваторы также требовали перенести выборы, чтобы иметь возможность провести избирательную кампанию и мобилизовать свой электорат. Помимо этого, рабочие сформировали Петросовет, который также претендовал на власть в стране, формируя двоевластие: ВРП имела легитимную и международно признанную власть, и представляла собой либерально-центристские силы (до первого кризиса власти и включения в состав Эсеров); а Петросовет имел фактическую власть на улицах и представлял собой умеренно-социалистические силы. Все эти противоречия порождали проблемы, которые приводили к торможению процесса подготовки к выборами и затяжные дискуссии.
По итогу договора между Временным Правительством и Петросоветом, после долгих и крайне ожесточённых дебатов, были выработаны основные юридические принципы работы Учредительного Собрания:
- Выборы всеобщим свободным голосованием («общенародная воля»);
- Исключительная прерогатива Учредительного собрания («непредрешение»);
- Оно само, и только оно определит круг и границы своих задач («хозяин земли Русской»).

В этот же день была опубликована прокламация Петросовета, которая официально декларировала, что Временное Правительство не имеет права устанавливать какую-либо форму правления, а его долг и обязанность — довести страну до Учредительного Собрания, и только на этих условиях Петросовет одобряет и поддерживает деятельность ВРП.

### Подготовка

#### Выработка положения о выборах
Фактически, вопрос о выработке положения, поднимался с первых дней существования ВРП, однако первая значимая общественная дискуссия произошла 19 марта. Тогда в Петрограде состоялся массовый митинг в честь переработки избирательного положения и предоставления женщинами избирательных прав. Так, в марше приняло участие около 40 000 человек, во главе деятельницы КДП Веры Фигнер и председательницы Всероссийской лиги равноправия женщин Поликсены Шишкины-Явейн. Демонстранты прошлись от здания Петроградской городской думы до Таврического дворца, где организовали митинг, отказавшись покидать территорию дворца до тех пор, пока ВРП не примет решение о предоставлении женских избирательных прав, и вообще всеобщих избирательных прав, что стало значимым явлением в вопросах равенства избирательных прав, и равенства в целом в революционный период.
25 марта было принято решение о необходимости образовать Особое совещание для подготовки проекта Положения о выборах в Учредительное собрание. Состав этого органа формировался более месяца и приступил к работе 25 мая, когда все крупные партии на межпартийной комиссии о выборах, проголосовали и приняли резолюцию с характеристиками будущего положения: пропорциональное представительство, всеобщее избирательное право и тайное голосование. В состав Особого совещания (в июле оно насчитывало 82 члена) было включено 12 специалистов по государственному праву, в частности, профессор В. М. Гессен, профессор С. А. Котляревский и другие. Работа над проектом Положения о выборах в Учредительное собрание была завершена в августе 1917 года.
В результате был принят самый демократичный закон о выборах в Учредительное собрание: выборы всеобщие, равные, прямые при тайном голосовании. Принятый закон значительно опережал социальное развитие избирательного законодательства в других странах и был революционен для России:
- Избирательные права были предоставлены женщинам;
- Был установлен низкий для того времени возрастной ценз в 20 лет (в Великобритании, Италии, США, Франции возрастной ценз составлял 21 год, в Бельгии, Германии, Нидерландах, Испании — 25 лет);
- Избирательные права были предоставлены военнослужащим;
- Положение о выборах в Учредительное собрание не признавало имущественного ценза, ценза оседлости и грамотности, ограничений по сословному, вероисповедному или национальному признакам;
- Выборы были свободными и альтернативными;
- Согласно положению об учредительном собрании, назначался кворум на открытие УС — 1/3 от числа избранных депутатов, и действовал в течение всего собрания.

#### Задержка в проведении выборов
Изначально, планировалось проведение Учредительного Собрания в максимально короткие сроки, о чём сообщалось в прокламации Временного Правительства от 6 марта. Однако, две крайне значимые причины повлияли на то, что подготовка к выборам растянулась на девять месяцев.
Первую причину ёмко формулировал эсер Марк Вишняк:
Всё, что в другие эпохи в других странах назревало постепенно и разрешалось частично, всё это совпало во времени в России начала XX века. Нигде и никогда не бывало, чтобы стране приходилось решать одновременно такое множество сложнейших и насущнейших вопросов – политических, экономических, социальных, национальных <…>. Условия непроезжей, на три четверти малограмотной страны, лишённой необходимых для выборов правовых и технических средств и органов, впервые в своей истории, и при том в обстановке незаконченной войны, осуществлявшей переход к демократическому порядку, мало благоприятствовали скорой ликвидации переходного периода и связанной с ней неустойчивости власти.М. В. Вишняк. Всероссийское Учредительное Собрание – 478 с. – М: «Российская политическая энциклопедия» (РОССПЭН), 2010. – с. 153.
Второй же причиной является педантичность разработчиков закона о выборах, которые стремились к созданию идеального и совершенного закона о выборах, что вызывало бурю недовольства в политических кругах из-за крайне долгого и, как считалось, например, Питиримом Сорокиным, нецелесообразным, ибо «по своей сути закон о выборах так же годится для современной России, как вечернее платье для прогулки на лошади».
Несмотря на то, что 13 марта уже было определено место проведение созыва — Петроград, Временное Правительство решило совместно с Петросоветом определить дату выборов, ограничившись сообщением: «по предложениям Временного правительства, не позднее середины лета». Однако это и погубило быстрое проведение собрания — решение по дате выборов было согласовано только 14 июня, когда выборы были назначены на 17 и 30 сентября.
Ещё отсрочило проведение выборов июльские дни и последовавший за ним правительственный кризис, что ударило по разработке законов о выборах, однако к 20 июля, несмотря на внутреннюю обстановку, правительство всё же смогло принять первые пять глав положения о выборах, а 26 числа начались подготовительные работы к проведению созыва: составление регламента, организационного статута, положения его исполнительной власти, проект будущей конституции.
Не менее значимый вклад в задержку выборов сделали и некоторые политические силы — кадеты выступали за созыв Учредительного Собрания только после войны, лоббировав данное решение в надежде получить большее число голосов по её окончании. Эсеры и меньшевики же просто постоянно отвлекали Временное Правительство, в том числе через Петросовет по различным малозначимым вопросам.
После окончания очередного правительственного кризиса, 8 августа было принято постановление о проведении выборов 12 ноября 1917 года, а сроком созыва — 28 ноября.

## Избирательная система

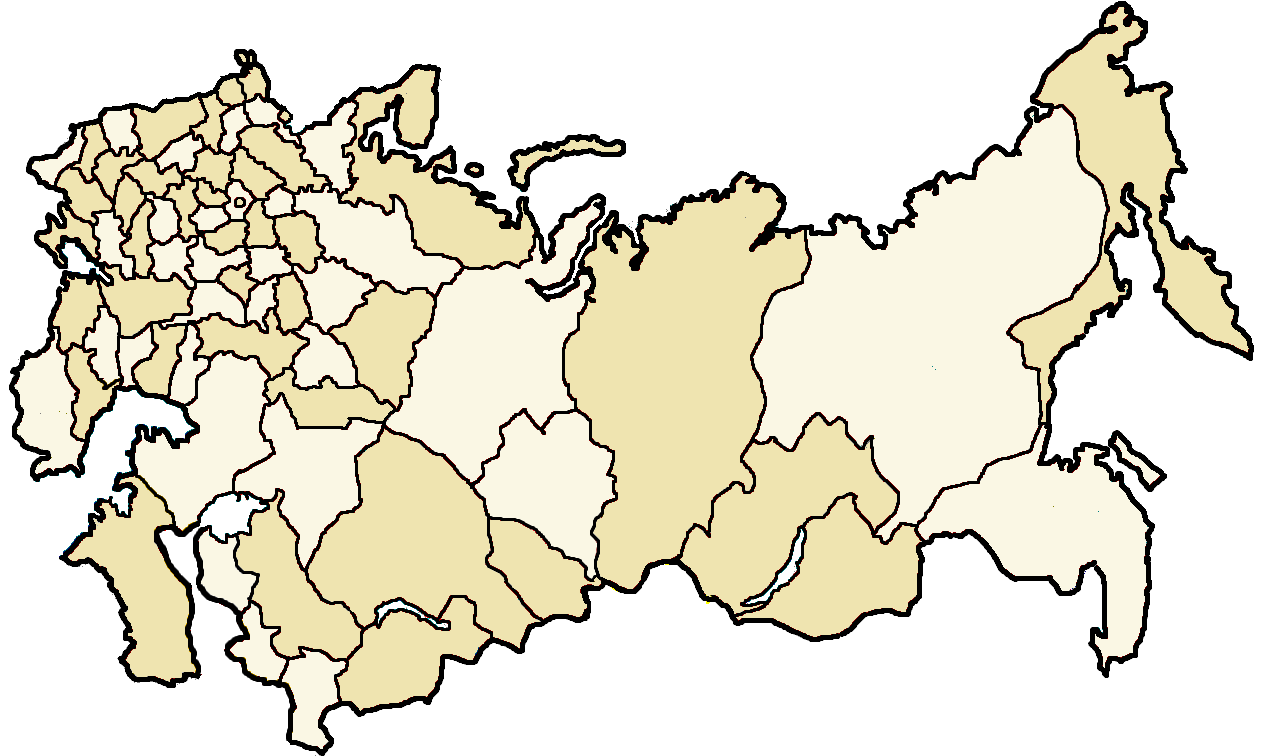
Схема многомандатных округов

Согласно закону о выборах, имущественный, образовательный и осёдлый ценз был запрещён, благодаря чему право голоса получили все граждане страны, в особенности сезонные работники и крестьяне, а также кочевые народы. В список избирателей включали всех прибывших на избирательные участки в единый момент их составления.
Вся страна была разделена на 81 многомандатный избирательный округ (73 гражданских и 8 военных), формировавшийся по границам губерний и национальных областей, а также особые экстерриториальные округа для армейских и флотских соединений, в том числе особый избирательный округ КВЖД. Каждый избирательный округ имел свою квоту, которая исходила из пропорции 1 мандата на 200 000 человек. При этом, малонаселённым регионам Сибири было предоставлено преимущество — квота составляла одного депутата на 179 000 человек. Впервые в истории были сформированы военные и морские округа, где военнослужащие избирали до 80 депутатов, что значимо помогло большевикам на выборах.
Принцип пропорциональности также использовался и для подведения итогов выборов. Так, была позаимствована бельгийская система пропорционального представительства. Главной особенностью системы стал тот факт, что она позволяла представлять интересы не только большинства, но и меньшинства населения страны. В малонаселённых землях было образовано 12 округов, а выборы проводились по мажоритарной системе представительства.
Официальной переписи избирателей не проводилось. По оценкам, количество избирателей, имеющих право голоса на тот момент (за исключением оккупированных территорий), составляло около 85 миллионов; количество избирателей, имеющих право голоса, в округах, где проводилось голосование, оценивалось примерно в 80 миллионов.
У каждой партии был свой бюллетень со списком кандидатов, общего списка не было. Избиратель либо получал заранее, либо на избирательном участке копии различных партийных списков. Избиратель выбирал один список, вкладывал его в конверт, запечатывал и опускал в урну. Если какое-либо имя было вычеркнуто, голос считался недействительным.

## Избирательная кампания
Начиная с лета 1917 года, на территории России, вплоть до конца выборов развернулась обширная избирательная кампания. Наибольшую активность агитация начала набирать в июле, начиная с которого ПСР и РСДРП(б) начали получать дополнительные средства на агитацию от Петросовета. В борьбу включилось 13 общероссийских и 34 национальные партии, которые суммарно выдвинули более 7000 кандидатов, из которых 63% относились к социалистам. Наибольшую активность в агитации проявляли местные отделения партий и организаций.

### ПСР и ПЛСР
Партия социалистов-революционеров сосредоточила свою агитацию на крестьянах, тем самым заручившись поддержкой подавляющего большинства населения России. При этом, большевики, заметив эту тенденцию, пытались привлечь крестьян на свою сторону, скопировав программу левых членов ПСР, но несмотря на это, крестьянство всё же в большинстве своём высказывала поддержку именно эсерам, в частности, из-за крайней дезорганизации большевистской агитации в сельских районах: так, в сельских регионах вблизи индустриализированных городов или военных гарнизонов, большевики и эсеры получали примерно поровну голосов. Эта же проблема существовала и у эсеров, которые имели организованность лишь немногим больше, полагаясь в основном на крестьянские союзы, земства, кооперативы и советы, которые и проводили агитацию за партию, тем самым создавая непрямую систему агитации: эсеры агитировали членов союзов, земств, кооперативов и крестьянских советов, а уже те, вступая или просто поддерживая партию, пересказывали агитацию партии.
По вопросам боевых действий, ПСР придерживалась позиции оборончества и выступала за отказ от сепаратного мира. Так, ЦК и Совет партии, а также её лидеры осуждали сепаратные мирные переговоры, начатые большевиками, взамен требуя поддерживать сотрудничество с европейскими социалистами, ради достижения справедливого общеевропейского мира и демократизации Европы.
Отдельного упоминания заслуживает факт, что выдвижение кандидатов и списков совпало с моментом раскола партии: когда списки были составлены и согласованы, левое крыло эсеров заявила о формировании собственной партии — ПЛСР. Однако несмотря на это, раскол произошёл лишь в верхушке партии, и местные отделения действовали сообща до начала 1918 года, ибо лишь к февралю того года раскол распространился на рядовые кадры. К моменту выборов лишь Казанское, Ярославское и Кронштадтское местное отделение полноценно вступили в ПЛСР. Уфимское и Псковское местное отделение раскололось и большинство вошло в ПЛСР, а меньшинство сохранило членство ПСР. В остальных местных отделениях раскол не произошёл, и деятели на местах поддерживали ПСР. Примечательно, что даже так, некоторые региональные списки были отозваны (список БФ, Петрограда и Казани) — где левые смогли организоваться и подать свои списки. Таким образом, если бы раскол был совершён раньше, считается, что ПЛСР смогла бы взять лидерство вместо ПСР, и крестьянские голоса разделились бы поровну с предоставлением небольшого преимущества ПЛСР и разделив УС поровну между умеренными и радикальными социалистами. Так, именно этот факт стал ключевым пропагандистским приёмом большевиков о том, что у Учредительного собрания нет легитимности и выборы прошли несправедливо: если бы ПЛСР отделилась бы раньше, то, по мнению большевиков, коалиция ПЛСР и РСДРП(б) смогла бы занять большинство. При этом, сами ПЛСР выступили против подобной аргументации, выступая против роспуска Учредительного собрания и признавая его легитимность. Это подтверждает и тот факт, что раскол всё же не превратил ПЛСР в крупную и организованную партию: в течение 1918 года её деятельность была частично парализована, и обе партии были заняты восстановлением своего контроля в советах и местных отделениях партии.

### Большевики
С весны 1917 года, ЦК РСДРП(б) начал широкомасштабный приём в члены партии всех желающих, а 1 июля того же года, ЦК разослал в местные отделения директивы о том, что РСДРП(б) намерена создать широкое объединение на время выборов из меньшевиков-интеренационалистов, левых эсеров, профсоюзных деятелей и иных левых радикалов. Когда же июньская попытка переворота провалилась, умеренные члены ЦК получили ещё больше веса в партии и усилили давление с целью создания широкой коалиции. Ленин активно выступал против этого, и уже к сентябрю-октябрю, тот смог постепенно начать продавливать своё требование и перевешивать умеренных в ЦК РСДРП(б).
Большевистская группа российской социал-демократической рабочей партии выступала на максимальном популизме, не создавая никаких избирательных программ, используя только короткие лозунги: хлеб, мир и власть Советов. При этом, руководство партии уже летом раскололось по поводу необходимости созыва Учредительного собрания: умеренные выступали за высшую власть УС и так называемый буржуазный этап революции, когда радикалы же во главе Ленина выступали за то, чтобы в случае неудачи разогнать Учредительное собрание и взять власть насильственным путём.
РСДРП(б) активно критиковала Временное Правительство, обещала прекратить войну, раздать земли крестьянам, а фабрики — рабочим. Агитация была максимально топорна и агрессивна, иногда с привлечением военных сил, что неплохо работало на малограмотном городском населении. Особенно упорно агитация шла на фронте среди военных. При этом, агитация левых эсеров и большевиков фактически мало чем отличалась, а большевики, не имея конкретики в своих лозунга, иногда присваивали некоторые пункты других программ. Так, декрет о земле был полностью скопирован с программы ПЛСР.

### Меньшевики
К моменту выборов и избирательной компании, меньшевистская группа РСДРП подошла, утратив основное влияние в Советах и среди рабочих из-за излишне сдержанного тона и сотрудничества с ПСР и Кадетами, на чём очень успешно играли большевики, выдвигая популистские лозунги. Несмотря на объединительный съезд и формирование РСДРП(о), партия была быстро маргинализована и вытеснена из политической жизни ввиду наличия радикалов-большевиков, которые обещали быстрое и простое решение всех проблем, а меньшевики по своей сути представляли представителей интеллигенции, которые стремились к конкретным обещаниям и планам, зачастую сложных, для понимания простым обывателем.
Агитация РСДРП(м) шла вокруг расширения прав рабочих, восьмичасового рабочего дня, создания государства широкого благосостояния, а также организации парламентской республики с постепенным переходом от капитализма к социализму.

### ПНС (кадеты)
В начале 1917 года, КДП сменила название партии на «Партию народной свободы», хоть и при этом новое название использовалось редко, что создавало путаницу и вводило в замешательство избирателей.
ПНС выступала за национальное единство, законность и порядок, за выполнение обязательств перед союзниками России и за «достойный мир», а также строили свою агитацию вокруг политических прав и свобод, либерализации экономики и политики, учреждения парламентской республики, единой и неделимой России. Также, во время своей кампании, ПНС активно критиковала большевиков и выступала против радикалов. Помимо этого, кадеты стремились создать широкую демократическую коалицию, учредив комитет по связям со всеми партиями (её членами стали Владимир Набоков, Андрей Шингарев и Аджемов), но эти усилия не привели к какому-либо успеху, ибо ПСР, РСДРП(о) и иные демократические силы отказались с ними заключать какие-либо избирательные соглашения.
По итогу выборов, партия добилась значительных успехов в крупнейших городах страны, хоть и набрала крайне малое число голосов. Основной причиной поражения кадетов считается то, что городская интеллигенция не пришла на выборы и бойкотировала их.

### ТНСП
Трудовая народно-социалистическая партия не была особо активной во время кампании, и её агитация в целом была схожа с агитацией РСДРП(о) и ПСР, представляя синтез этих программ с идеями народничества. Рассматривала возможность создания коалиции с КДП, но отказалась от этой идеи.

### Иные силы
Кооперативное движение приняла решение об участии в выборах в Учредительное собрание напрямую, отвернув идеи о включении в чужие списки или коалиции.
Большинство избирателей вне современной России, а также нерусской национальности, отдали предпочтение партиям национальных меньшинств. Так, на территории Украины с огромным перевесом победила УПСР, однако неукраинские граждане отдавали голос всероссийским партиям, так, в Киеве украинские партии получили всего 26% голосов. Также, большинство на территориях проживания национальных меньшинств, получили партии Алаш, Дашнакцутюн, Мусават, Бурнацком, Иттихад, Шура-и-Ислам. Единственным исключением стала Беларусь, где белорусские национальные партии суммарно получили около 1% голосов.

## Результаты выборов по округам
| №  | Округ                   | Чел. (тыс.) | Депутатов План / Изв. | №  | Округ                   | Чел. (тыс.) | Депутатов План / Изв. |
| -- | ----------------------- | ----------- | --------------------- | -- | ----------------------- | ----------- | --------------------- |
| 1  | Алтайская губерния      | 2630,6      | 13 / 13               | 42 | Тверская губерния       | 1942,1      | 9 / 9                 |
| 2  | Архангельская губерния  | 495,5       | 2 / 2                 | 43 | Тобольская губерния     | 2025,9      | 10 / 10               |
| 3  | Астраханская губерния   | 904,3       | 5 / 5                 | 44 | Томская губерния        | 1478,2      | 9 / 10                |
| 4  | Бессарабская губерния   | 2519,6      | 13 / 15               | 45 | Тульская губерния       | 1664,9      | 8 / 8                 |
| 5  | Витебская губерния      | 1466,2      | 9 / 9                 | 46 | Уфимская губерния       | 2915,7      | 13 / 13               |
| 6  | Владимирская губерния   | 2003,4      | 9 / 9                 | 47 | Харьковская губерния    | 3311,7      | 15 / 14               |
| 7  | Вологодская губерния    | 1528,8      | 7 / 7                 | 48 | Херсонская губерния     | 3368,5      | 18 / 18               |
| 8  | Волынская губерния      | 1911,5      | 10 / 8                | 49 | Черниговская губерния   | 2596,8      | 14 / 14               |
| 9  | Воронежская губерния    | 3186,3      | 15 / 15               | 50 | Эстляндская губерния    | 1194,9      | 8 / 8                 |
| 10 | Вятская губерния        | 3380,3      | 16 / 17               | 51 | Ярославская губерния    | 1248,2      | 6 / 6                 |
| 11 | Екатеринославская губ.  | 3561,4      | 18 / 18               | 52 | Область Войска Донского | 3600,8      | 19 / 19               |
| 12 | Енисейская губерния     | 1004,4      | 6 / 6                 | 53 | Забайкальская область   | 1071,6      | 7 / 7                 |
| 13 | Иркутская губерния      | 775,9       | 5 / 5                 | 54 | Закаспийская область    | 438,0       | 2 / нет               |
| 14 | Казанская губерния      | 2595,7      | 12 / 12               | 55 | Камчатская область      | 41,4        | 1 / 1                 |
| 15 | Калужская губерния      | 1229,4      | 8 / 8                 | 56 | Самаркандская область   | 1145,5      | 5 / 5                 |
| 16 | Киевская губерния       | 4368,1      | 22 / 21               | 57 | Семиреченская область   | 1307,9      | 6 / 6                 |
| 17 | Костромская губерния    | 1636,7      | 8 / 8                 | 58 | Сыр-Дарьинская область  | 1809,6      | 9 / нет               |
| 18 | Курская губерния        | 2839,5      | 13 / 13               | 59 | Тургайская область      | 977,3       | 6 / 5                 |
| 19 | Лифляндская губерния    | 839,8       | 4 / 4                 | 60 | Уральская область       | 1142,5      | 6 / 7                 |
| 20 | Минская губерния        | 2972,3      | 16 / 14               | 61 | Ферганская область      | 2190,2      | 10 / 10               |
| 21 | Могилёвская губерния    | 2268,7      | 15 / 16               | 62 | Якутская область        | 271,3       | 2 / 2                 |
| 22 | Московская губерния     | 1715,2      | 9 / 9                 | 63 | Петроград-столица       | 2379,0      | 11 / 11               |
| 23 | Нижегородская губерния  | 1903,8      | 9 / 9                 | 64 | Москва-столица          | 1914,0      | 10 / 10               |
| 24 | Новгородская губерния   | 1445,8      | 8 / 9                 | 65 | Аму-Дарьинский округ    | 232,6       | 1 / нет               |
| 25 | Олонецкая губерния      | 401,7       | 2 / 2                 | 66 | Закавказский округ      | 7026,7      | 36 / 39               |
| 26 | Оренбургская губерния   | 2189,6      | 12 / 13               | 67 | Кубанско-Черноморский   | 2974,3      | 16 / нет              |
| 27 | Орловская губерния      | 2257,7      | 12 / 12               | 68 | Терско-Дагестанский     | 2040,8      | 10 / нет              |
| 28 | Пензенская губерния     | 1834,7      | 9 / 9                 | 69 | Ордынский округ         | 307,3       | 2 / 2                 |
| 29 | Пермская губерния       | 3578,3      | 18 / 18               | 70 | Приамурский округ       | 925,0       | 7 / 7                 |
| 30 | Петроградская губерния  | 1125,6      | 8 / 7                 | 71 | Прикаспийский округ     | 183,3       | 1 / 1                 |
| 31 | Подольская губерния     | 2873,9      | 19 / 18               | 72 | Степной округ           | 2748,2      | 13 / нет              |
| 32 | Полтавская губерния     | 3380,3      | 15 / 15               | 73 | Округ "КВЖД"            | 65,8        | 1 / 1                 |
| 33 | Псковская губерния      | 1264,8      | 8 / 8                 | 74 | Северный фронт          |             | ? / 16                |
| 34 | Рязанская губерния      | 2194,9      | 10 / 10               | 75 | Западный фронт          |             | ? / 17                |
| 35 | Самарская губерния      | 3533,8      | 17 / 17               | 76 | Юго-Западный фронт      |             | ? / 21                |
| 36 | Саратовская губерния    | 3138,7      | 15 / 15               | 77 | Румынский фронт         |             | ? / 19                |
| 37 | Симбирская губерния     | 1831,6      | 9 / 9                 | 78 | Кавказский фронт        |             | ? / 6                 |
| 38 | Смоленская губерния     | 1800,5      | 10 / 11               | 79 | Русск. эксп. корпус     | 45,8        | ? / нет               |
| 39 | Ставропольская губерния | 1276,4      | 6 / 6                 | 80 | Балтийский флот         |             | ? / 2                 |
| 40 | Таврическая губерния    | 1909,3      | 9 / 10                | 81 | Черноморский флот       | 43,4        | ? / 1                 |
| 41 | Тамбовская губерния     | 3315,1      | 16 / 17               |    | ИТОГО                   |             | 730+80 / / ?+82       |

## Результаты выборов по партям и избирательным блокам
| Выборы во Всероссийское учредительное собрание                                  |                                                                                 |                                                                |                                       |             |        |       |       |
| Партия                                                                          | Партия                                                                          | Партия                                                         | Списков подано                        | Голоса      | Голоса | Места | Места |
| Партия                                                                          | Партия                                                                          | Партия                                                         | Списков подано                        | No.         | %      | Места | Места |
|                                                                                 | Партия социалистов-революционеров                                               | Партия левых социалистов-революционеров                        | 67                                    | 17 256 911  | 37.61  | 324   | ~40   |
| ПСР (центристская платформа)                                                    | Партия социалистов-революционеров                                               | ~50                                                            | 67                                    | 17 256 911  | 37.61  | 324   |       |
| ПСР (правая платформа)                                                          | Партия социалистов-революционеров                                               | ~229                                                           | 67                                    | 17 256 911  | 37.61  | 324   |       |
| ПСР (мусульманская платформа)                                                   | Партия социалистов-революционеров                                               | 1                                                              | 304 864                               | 0.96        | 5      | 5     |       |
| ПСР (платформа оборонцев-интернационалистов)                                    | Партия социалистов-революционеров                                               | 5                                                              | 99 542                                | 0.22        | 0      | 0     |       |
|                                                                                 | Российская социал-демократическая рабочая партия (большевиков)                  | Российская социал-демократическая рабочая партия (большевиков) | 64                                    | 10 671 387  | 23.26  | 183   | 183   |
|                                                                                 | Украинская партия социалистов-революционеров                                    | Украинская партия социалистов-революционеров                   | 16                                    | 5 819 395   | 12.68  | 110   | 110   |
|                                                                                 | Партия народной свободы                                                         | Партия народной свободы                                        | 63                                    | 2 100 262   | 4.58   | 16    | 16    |
|                                                                                 | Российская социал-демократическая рабочая партия (объединённая)                 | Меньшевики                                                     | 61                                    | 1 385 500   | 3.02   | 18    | 18    |
| Интернационалисты-оборонцы                                                      | Российская социал-демократическая рабочая партия (объединённая)                 | 2                                                              | 23 451                                | 0.05        | 0      | 0     |       |
| Интернационалисты                                                               | Российская социал-демократическая рабочая партия (объединённая)                 | 6                                                              | 21 814                                | 0.05        | 0      | 0     |       |
|                                                                                 | Объединённые списки казачества                                                  | Объединённые списки казачества                                 | 9                                     | 908 326     | 1.98   | 17    | 17    |
|                                                                                 | Алаш                                                                            | Алаш                                                           | 4                                     | 767 632     | 1.67   | 15    | 15    |
|                                                                                 | Мусават                                                                         | Мусават                                                        | 1                                     | 615 816     | 1.34   | 10    | 10    |
|                                                                                 | Объединённые еврейские национальные списки                                      | Объединённые еврейские национальные списки                     | 18                                    | 575 007     | 1.25   | 6     | 6     |
|                                                                                 | Дашнакцутюн                                                                     | Дашнакцутюн                                                    | 1                                     | 558 400     | 1.22   | 10    | 10    |
|                                                                                 | Объединённые мусульманские списки                                               | Объединённые мусульманские списки                              | 9                                     | 439 611     | 0.96   | 0     | 0     |
| Трудовая народно-социалистическая партия                                        | Энесы                                                                           | 39                                                             | 240 791                               | 0.52        | 1      | 1     |       |
| Трудовая народно-социалистическая партия                                        | Альянс крестьянского союза и энесов                                             | 1                                                              | 50 780                                | 0.11        | 1      | 1     |       |
| Трудовая народно-социалистическая партия                                        | Альянс энесов и кооперативистов                                                 | 5                                                              | 27 014                                | 0.06        | 0      | 0     |       |
| Чувашский национальный список                                                   | Чувашский национальный список                                                   | 3                                                              | 235 587                               | 0.51        | 3      | 3     |       |
| Всероссийский союз землевладцельцев и фермеров                                  | Всероссийский союз землевладцельцев и фермеров                                  | 20                                                             | 229 264                               | 0.50        | 0      | 0     |       |
| Объединённые польские национальные списки                                       | Объединённые польские национальные списки                                       | 7                                                              | 211 272                               | 0.46        | 2      | 2     |       |
| Объединённые православные списки                                                | Объединённые православные списки                                                | 18                                                             | 210 973                               | 0.48        | 0      | 0     |       |
| Башкирские федералисты                                                          | Башкирские федералисты                                                          | 3                                                              | 200 161                               | 0.44        | 5      | 5     |       |
| Объединённые германские национальные списки                                     | Объединённые германские национальные списки                                     | 9                                                              | 194 623                               | 0.42        | 1      | 1     |       |
| Шура-и-Ислам                                                                    | Шура-и-Ислам                                                                    | 2                                                              | 183 558                               | 0.40        | 5      | 5     |       |
| Объединённые крестьянские списки                                                | Объединённые крестьянские списки                                                | 13                                                             | 165 097                               | 0.36        | 10     | 10    |       |
| Список мусульманских социалистов                                                | Список мусульманских социалистов                                                | 1                                                              | 159 770                               | 0.35        | 3      | 3     |       |
| Мусульманский социалистический комитет                                          | Мусульманский социалистический комитет                                          | 1                                                              | 153 151                               | 0.33        | 2      | 2     |       |
| Объединённые списки правых и монархистов                                        | Объединённые списки правых и монархистов                                        | 13                                                             | 146 067                               | 0.32        | 1      | 1     |       |
| Объединённые списки старообрядцев                                               | Объединённые списки старообрядцев                                               | 11                                                             | 118 362                               | 0.26        | 0      | 0     |       |
| Объединённые списки мусульманских социалистов-регионалистов                     | Объединённые списки мусульманских социалистов-регионалистов                     | 6                                                              | 100 890                               | 0.22        | 0      | 0     |       |
| Украинская социал-демократическая рабочая партия                                | Украинская социал-демократическая рабочая партия                                | 2                                                              | 85 772                                | 0.19        | 0      | 0     |       |
| Мусульманская социал-демократическая партия «Гуммет»                            | Мусульманская социал-демократическая партия «Гуммет»                            | 1                                                              | 84 748                                | 0.18        | 1      | 1     |       |
| Объединённые списки правых социалистов                                          | Объединённые списки правых социалистов                                          | 8                                                              | 82 673                                | 0.18        | 0      | 0     |       |
| Всеферганский список советских депутатов мусульманских организаций              | Всеферганский список советских депутатов мусульманских организаций              | 1                                                              | 77 282                                | 0.17        | 9      | 9     |       |
| Исламское общество Муинила                                                      | Исламское общество Муинила                                                      | 1                                                              | 76 849                                | 0.17        | 2      | 2     |       |
| Эстонский демократический блок                                                  | Эстонский демократический блок                                                  | 1                                                              | 68 085                                | 0.15        | 2      | 2     |       |
| Иттихад                                                                         | Иттихад                                                                         | 1                                                              | 66 504                                | 0.14        | 1      | 1     |       |
| Эстонская рабочая партия                                                        | Эстонская рабочая партия                                                        | 1                                                              | 64 704                                | 0.14        | 2      | 2     |       |
| Бурнацком                                                                       | Бурнацком                                                                       | 1                                                              | 56 331                                | 0.12        | 2      | 2     |       |
| Союз украинских крестьян, украинских отверженных и организации татарских эсеров | Союз украинских крестьян, украинских отверженных и организации татарских эсеров | 1                                                              | 53 445                                | 0.12        | 0      | 0     |       |
| Список германских социалистов                                                   | Список германских социалистов                                                   | 1                                                              | 42 148                                | 0.09        | 0      | 0     |       |
| Латвийский фермерский союз                                                      | Латвийский фермерский союз                                                      | 2                                                              | 35 112                                | 0.08        | 1      | 1     |       |
| Объединённая еврейская социалистическая рабочая партия                          | Объединённая еврейская социалистическая рабочая партия                          | 7                                                              | 34 644                                | 0.08        | 0      | 0     |       |
| Бунд                                                                            | Бунд                                                                            | 3                                                              | 32 986                                | 0.07        | 0      | 0     |       |
| Национальный блок (украинцев, мусульман, поляков и литвинцев)                   | Национальный блок (украинцев, мусульман, поляков и литвинцев)                   | 1                                                              | 29 821                                | 0.06        | 0      | 0     |       |
| Уйгур-Данганский альянс                                                         | Уйгур-Данганский альянс                                                         | 1                                                              | 28 386                                | 0.06        | 0      | 0     |       |
| Коммерческо-индустриальный список                                               | Коммерческо-индустриальный список                                               | 8                                                              | 27 198                                | 0.06        | 0      | 0     |       |
| Латагские крестьяне и эсеры                                                     | Латагские крестьяне и эсеры                                                     | 1                                                              | 26 990                                | 0.06        | 0      | 0     |       |
| Поалей Цион                                                                     | Поалей Цион                                                                     | 10                                                             | 26 331                                | 0.06        | 0      | 0     |       |
| Единство                                                                        | Единство                                                                        | 10                                                             | 24 272                                | 0.05        | 0      | 0     |       |
| Грузинская национально-демократическая партия                                   | Грузинская национально-демократическая партия                                   | 1                                                              | 22 499                                | 0.05        | 0      | 0     |       |
| Украинская партия социалистов-федералистов                                      | Украинская партия социалистов-федералистов                                      | 3                                                              | 22 253                                | 0.05        | 0      | 0     |       |
| Всероссийское движение кооперации                                               | Всероссийское движение кооперации                                               | 7                                                              | 19 663                                | 0.04        | 0      | 0     |       |
| Революционная партия социалистов-федералистов Грузии                            | Революционная партия социалистов-федералистов Грузии                            | 1                                                              | 19 042                                | 0.04        | 0      | 0     |       |
| Эстонская партия социалистов-революционеров                                     | Эстонская партия социалистов-революционеров                                     | 1                                                              | 17 726                                | 0.04        | 0      | 0     |       |
| Эстонская радикально-демократическая партия                                     | Эстонская радикально-демократическая партия                                     | 1                                                              | 17 022                                | 0.04        | 0      | 0     |       |
| Эстонский национальный список                                                   | Эстонский национальный список                                                   | 1                                                              | 15,963                                | 0.03        | 0      | 0     |       |
| Всероссийский крестьянский союз                                                 | Всероссийский крестьянский союз                                                 | 2                                                              | 15 246                                | 0.03        | 0      | 0     |       |
| Список финских социалистов                                                      | Список финских социалистов                                                      | 1                                                              | 14 807                                | 0.03        | 0      | 0     |       |
| Интернациональный список христианских демократов                                | Интернациональный список христианских демократов                                | 1                                                              | 14 382                                | 0.03        | 0      | 0     |       |
| Оппозиционные диссиденты ПЛСР                                                   | Оппозиционные диссиденты ПЛСР                                                   | 4                                                              | 14 148                                | 0.03        | 0      | 0     |       |
| Армянская народная партия                                                       | Армянская народная партия                                                       | 1                                                              | 13 099                                | 0.03        | 0      | 0     |       |
| Список популярных лиц                                                           | Список популярных лиц                                                           | 1                                                              | 12 050                                | 0.03        | 0      | 0     |       |
| Альянс левых социалистов Украины и Польши                                       | Альянс левых социалистов Украины и Польши                                       | 1                                                              | 11 871                                | 0.03        | 0      | 0     |       |
| Социал-демократическая рабочая партия Эстонии                                   | Социал-демократическая рабочая партия Эстонии                                   | 1                                                              | 9 244                                 | 0.02        | 0      | 0     |       |
| Объединённые списки сибирских областников                                       | Объединённые списки сибирских областников                                       | 2                                                              | 9 224                                 | 0.02        | 0      | 0     |       |
| Список мариупольских греков                                                     | Список мариупольских греков                                                     | 1                                                              | 9 143                                 | 0.02        | 0      | 0     |       |
| Белорусская социалистическая грамада                                            | Белорусская социалистическая грамада                                            | 3                                                              | 8 445                                 | 0.02        | 0      | 0     |       |
| Еврейская народная партия                                                       | Еврейская народная партия                                                       | 2                                                              | 8 185                                 | 0.02        | 0      | 0     |       |
| Объединённые украинские списки                                                  | Объединённые украинские списки                                                  | 4                                                              | 7 838                                 | 0.02        | 0      | 0     |       |
| Всероссийская лига равноправия женщин                                           | Всероссийская лига равноправия женщин                                           | 2                                                              | 7 676                                 | 0.02        | 0      | 0     |       |
| Объединённые списки землевладельцев-староверов                                  | Объединённые списки землевладельцев-староверов                                  | 2                                                              | 7 139                                 | 0.02        | 0      | 0     |       |
| Молдавская национальная партия                                                  | Молдавская национальная партия                                                  | 1                                                              | 6 643                                 | 0.01        | 0      | 0     |       |
| Список петроградских организаций УСДРП, УПСР и УЕСРП                            | Список петроградских организаций УСДРП, УПСР и УЕСРП                            | 2                                                              | 6 216                                 | 0.01        | 0      | 0     |       |
| Национал-демократическая партия Латвии                                          | Национал-демократическая партия Латвии                                          | 1                                                              | 5 881                                 | 0.01        | 0      | 0     |       |
| Альянс народного комитета Латагии и ЛСДРП                                       | Альянс народного комитета Латагии и ЛСДРП                                       | 1                                                              | 5 118                                 | 0.01        | 0      | 0     |       |
| Независимый союз рабочих, солдат и крестьян                                     | Независимый союз рабочих, солдат и крестьян                                     | 1                                                              | 4 942                                 | 0.01        | 0      | 0     |       |
| Центрофлот                                                                      | Центрофлот                                                                      | 1                                                              | 4 769                                 | 0.01        | 0      | 0     |       |
| Местные городские союзы                                                         | Местные городские союзы                                                         | 3                                                              | 4 725                                 | 0.01        | 0      | 0     |       |
| Демократическая группа районных комитетов Сергиевого Посада                     | Демократическая группа районных комитетов Сергиевого Посада                     | 1                                                              | 4 497                                 | 0.01        | 0      | 0     |       |
| Блок торговцев, промышленников, ремесленников и домовладельцев                  | Блок торговцев, промышленников, ремесленников и домовладельцев                  | 1                                                              | 4 421                                 | 0.01        | 0      | 0     |       |
| Украинский список трудящихся                                                    | Украинский список трудящихся                                                    | 1                                                              | 3 810                                 | 0.01        | 0      | 0     |       |
| Христианско-демократическая партия                                              | Христианско-демократическая партия                                              | 1                                                              | 3 797                                 | 0.01        | 0      | 0     |       |
| Список Абрамова                                                                 | Список Абрамова                                                                 | 1                                                              | 3 776                                 | 0.01        | 0      | 0     |       |
| Список латышских солдат                                                         | Список латышских солдат                                                         | 1                                                              | 3 386                                 | 0.01        | 0      | 0     |       |
| Список белых сил                                                                | Список белых сил                                                                | 1                                                              | 2 523                                 | 0.01        | 0      | 0     |       |
| Национал-социалистический блок                                                  | Национал-социалистический блок                                                  | 1                                                              | 2 346                                 | 0.01        | 0      | 0     |       |
| Псковская объединённая демократическая группа горожан, крестьян и рабочих       | Псковская объединённая демократическая группа горожан, крестьян и рабочих       | 1                                                              | 2 337                                 | 0.01        | 0      | 0     |       |
| Офицерский союз                                                                 | Офицерский союз                                                                 | 1                                                              | 2 018                                 | 0.00        | 0      | 0     |       |
| Группа агрокультурных промышленников, ремесленников и предпринимателей          | Группа агрокультурных промышленников, ремесленников и предпринимателей          | 1                                                              | 2 001                                 | 0.00        | 0      | 0     |       |
| Список беспартийных                                                             | Список беспартийных                                                             | 1                                                              | 1 948                                 | 0.00        | 0      | 0     |       |
| Национальный блок                                                               | Национальный блок                                                               | 1                                                              | 1 708                                 | 0.00        | 0      | 0     |       |
| Список без названия                                                             | Список без названия                                                             | 1                                                              | 1 657                                 | 0.00        | 0      | 0     |       |
| Якутский трудовой союз федералистов                                             | Якутский трудовой союз федералистов                                             | 1                                                              | 1 541                                 | 0.00        | 1      | 1     |       |
| Домовладельцы и землевладельцы Новгородской губернии                            | Домовладельцы и землевладельцы Новгородской губернии                            | 1                                                              | 1 178                                 | 0.00        | 0      | 0     |       |
| Украинская национально-республиканская партия                                   | Украинская национально-республиканская партия                                   | 1                                                              | 1 070                                 | 0.00        | 0      | 0     |       |
| Список работающих крестьян                                                      | Список работающих крестьян                                                      | 1                                                              | 1 020                                 | 0.00        | 0      | 0     |       |
| Список губернских чиновников                                                    | Список губернских чиновников                                                    | 1                                                              | 1 005                                 | 0.00        | 0      | 0     |       |
| Иные списки, получившие менее 1000 голосов                                      | Иные списки, получившие менее 1000 голосов                                      | 13                                                             | 5 833                                 | 0.00        | 0      | 0     |       |
|                                                                                 |                                                                                 |                                                                |                                       |             |        |       |       |
| Действительных голосов                                                          | Действительных голосов                                                          | Действительных голосов                                         | Действительных голосов                | 45 584 851  | 99.36  |       |       |
| Недействительных голосов                                                        | Недействительных голосов                                                        | Недействительных голосов                                       | Недействительных голосов              | 294 530     | 0.64   |       |       |
| Всего                                                                           | Всего                                                                           | Всего                                                          | Всего                                 | 45 879 381  | 100.00 | 767   | 767   |
| Зарегистрированных избирателей / Явка                                           | Зарегистрированных избирателей / Явка                                           | Зарегистрированных избирателей / Явка                          | Зарегистрированных избирателей / Явка | ~80 000 000 | 64     |       |       |

### Оценки
Существуют разные итоги выборов, связанные с разночтением итогов избиркомов или вовсе невозможности достоверной проверки информации.
Так, согласно данным президентской библиотеки, в голосовании по 67 округам приняло участие 44 433 309 человек, где от 39,5% до 45,5% мест получали эсеры; от 22,5% до 25% большевики; от 1,8% до 3,2% меньшевики; от 4,5% до 5,6% кадеты; от 13% до 17% правые силы.
По данным Н. В. Святицкого и В. И. Ленина, известны результаты для 54 из 74 округов (хотя это не сходится с официальными данными о количестве округов), в которых приняло участие 36 262 580 (по данным Ленина — 36 257 960) человек, где «силы пролетариата» получили 25% мест, «мелкобуржуазия» — 62% и «помещичьи-буржуазные силы» — 13%.
По данным Л. Г. Протасова, было избрано 347 эсеров, 180 большевиков, 81 украинский эсер, 16 меньшевиков, 15 кадетов, 11 украинских социал-демократов, 4 народных социалиста, 62 мусульманина, 18 нацсоцов, 16 казаков, 16 от национальных списков и 1 от церкви. При этом отмечается, что общее число эсеров составляет около 450 депутатов.
По данным А. Абармовского, было избрано 370 эсеров, 175 большевиков, 86 от национальных групп, 40 левых эсеров, 17 кадетов, 15 меньшевиков, 2 энеса, 1 независимый.
Наиболее авторитетными оценками можно назвать анализ РЦИОТ при ЦИК России, согласно которым было избрано 766 депутатов, из которых 374 эсера, 180 большевиков, 24 кадета, 22 меньшевика, 5 народных социалистов, 1 правый, 81 украинский эсер, 11 украинских социал-демократов, 12 от партии Алаш, 10 мусаватистов, 9 дашнаков, 4 сиониста, 8 прочих социалистов и 25 федералистов и автономистов.
Из запланированных 808 депутатов было избрано от 703 до 766 депутатов.
Явка также оценивается по-разному, от 40+ до 50+ процентов. По данным Протасова, явка составила чуть более 67%.

## Скандалы

### Нарушения при проведении выборов
Во время выборов большевики нарушали соответствующее законодательство. К примеру, В. И. Ленин был внесён в списки кандидатов в Учредительное собрание от ЦК РСДРП(б) по пяти округам: Петроград — столичный, Петроградская губерния, Уфа, Балтийский флот и Северный фронт. Помимо этого, его кандидатура также была протолкнута на выборы в Учредительное собрание г. Москвы, что нарушало акт закона, позволяющего избрание максимум в пять округов одновременно. Также некоторым членам царского правительства было запрещено голосовать, например, министру юстиции Ивану Щегловитову, что также являлось нарушением законодательства о выборах.
Согласно закону о выборах, в каждом округе выдвигались собственные кандидатские списки, то есть выборы были автономными и являлись отдельными голосованиями. Каждый депутат имел право подать свою кандидатуру в пяти округах, и если проходил в двух и более округах, он обязан был взять себе только один мандат, оставив прочие другим членам. На деле же эта система не соблюдалась, из-за чего в день открытия УС у его секретаря — Марка Вишняка — попросту не было списка депутатов, а в ЦИК была полная неразбериха.
В течение выборов большевистские силы осуществляли давление на избирателей, либо в форме юридического ограничения прав (декрет о печати, де-факто вводивший цензуру), либо в форме прямого правительственного давления, когда началось массовое закрытие газет и арест их распространителей[нужен вторичный источник], а также уничтожение оппозиционных типографий
Не редки были случаи давления на избирателей, которым попросту не выдавали списки партий, в частности большевиков, предлагая проголосовать за саму партию, либо вовсе за какую-то определённую. Иногда прибегали к использованию солдат для угроз, с требованием, чтобы избиратели отдали голос за большевиков[нужен вторичный источник].
Оказывать давление также пытались и священники.

### Проблемы в рамках проведения выборов
Первая и самая значимая проблема — организация. Избирательные участки и комиссии сталкивались с критической нехваткой юридически грамотных, или попросту грамотных людей. Ввиду данного кризиса, к работе участков и комиссий привлекались судьи, а иногда те и вовсе командировались в соседние губернии, где дела в данном вопросе были вон из рук плохи. Привлекали к данной работе и учителей, также пресекая их попытки уклонения от работы в комиссиях. Иногда доходило дело до назначения в комиссию учащихся старших классов. Ещё одной проблемой было невнесение граждан в списки избирателей и невыдача им именных удостоверений.
Другой проблемой стала необеспеченность комиссий. Только одна оренбургская губерния требовала более 1200 килограммов клея. Заказы на расходные материалы в экстренном порядке размещались не только по всей России, но и в других странах, однако даже это не смогло помочь справиться с дефицитом расходников. Так, к примеру, глава окружной комиссии Петро-Александровска (ныне Туркуль) телеграфировал 22 декабря (4 января), то есть через полтора месяца с начала выборов, что бумаги до сих пор нет, депутатские списки сформировать невозможно, положение отчаянное, а выборы в очередной раз сорваны, и будут перенесены на февраль. По той же причине выборы были сорваны и в Закаспийской области. По итогу, для разрешения проблемы комиссиям была официально разрешена реквизиция расходников, чем часто приходилось вынужденно пользоваться.
Ещё одной проблемой стали инфраструктура, которая не позволяла эффективно коммуницировать между округами и ЦИКами, что и без того ухудшало условия Первой мировой войны, а также конфликты ввиду октябрьских событий и зимнее время года.
Для избирателей же проблемой, а также причиной крайне низкой явки послужило множество факторов, которые на уровне законодательства усложняли проведение выборов: каждый избиратель должен был заранее подать регистрационную заявку на участке, после чего получить образцы бюллетеней всех партий и объединений, которые подали заявку на участие в местных выборах. Явившись на выборы, избиратель получал конверт, в который должен был вложить список выбранных им кандидатов. В наименее безграмотных округах использовалась система, где избиратель, используя шарики, должен был поочерёдно опустить их в урны, тем самым формируя список кандидатов. Ввиду такой системы, большая часть избирателей попросту не успевала зарегистрироваться, либо вовсе пройти весь регистрационный путь. Данная ситуация приводила к тому, что толпа незарегистрированных врывалась на участки и требовала им дать право голоса, попутно объявляя забастовки и громя улицы, из-за чего на регламент о выборах закрывали глаза и проводили де-юре незаконные довыборы, а из-за появления в конвертах более одного списка большое число голосов признавалось недействительными.
В общей сложности выборы растянулись на три месяца. Например, кубанские выборы прошли в феврале 1918 года, когда Учредительное Собрание уже было разогнано.

## Галерея

Примеры избирательных бюллетеней
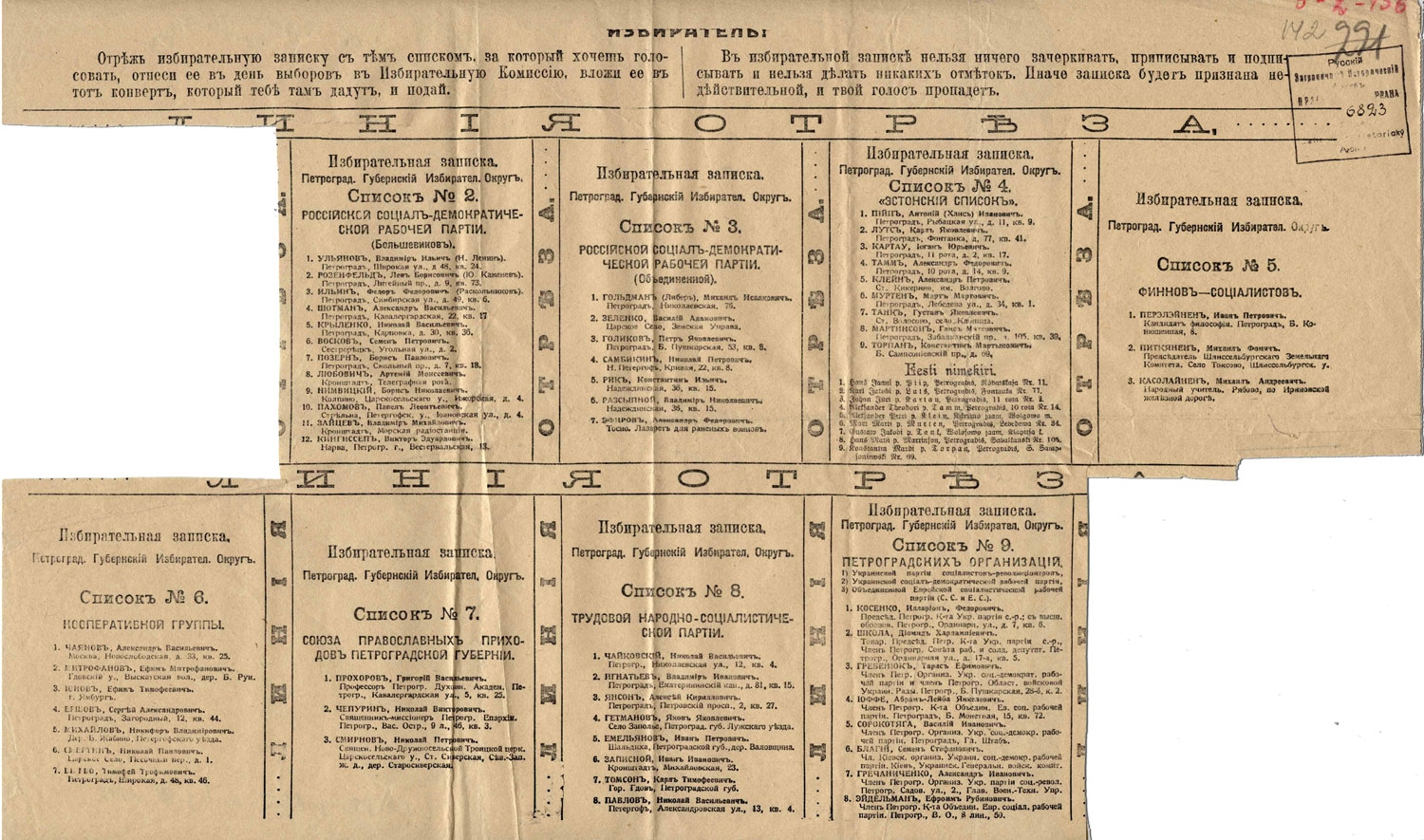
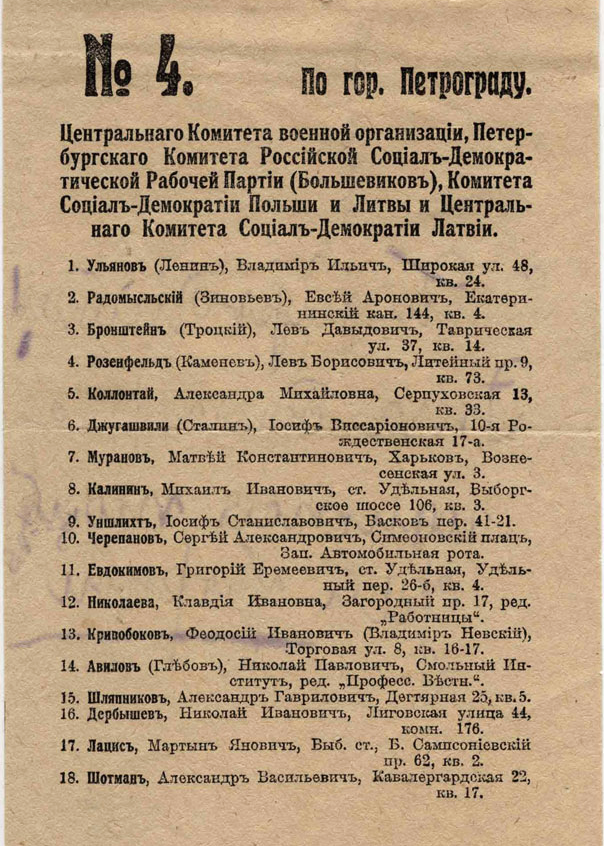
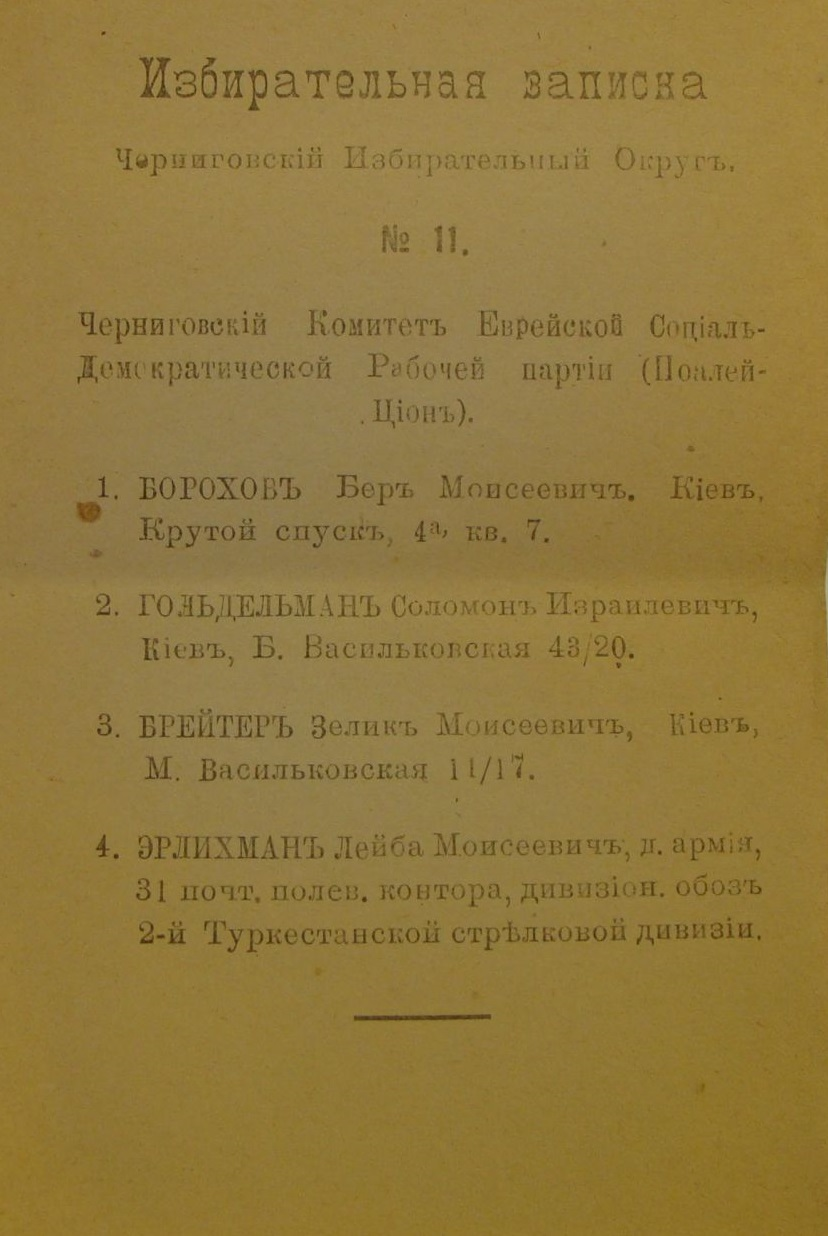
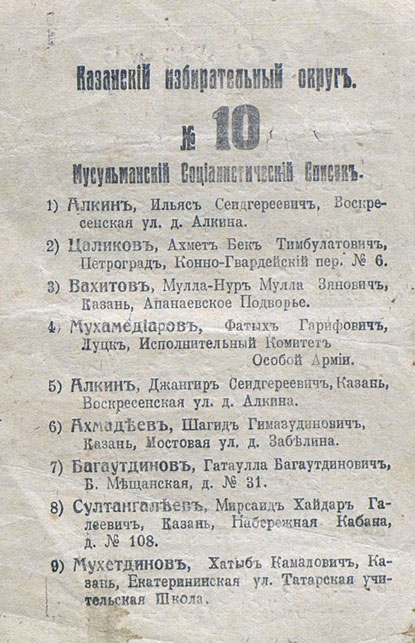
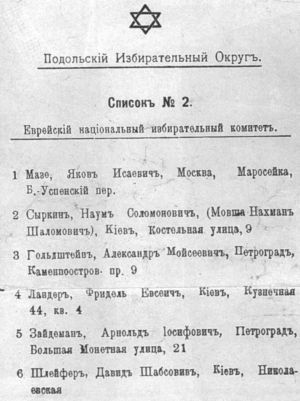
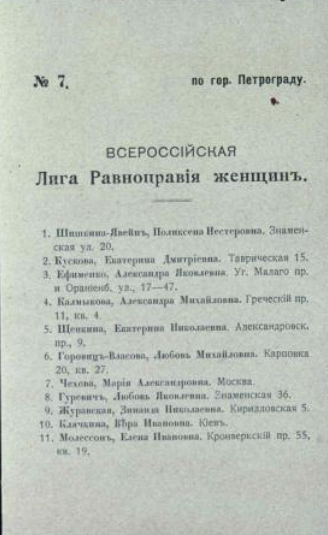

Примеры политической агитации
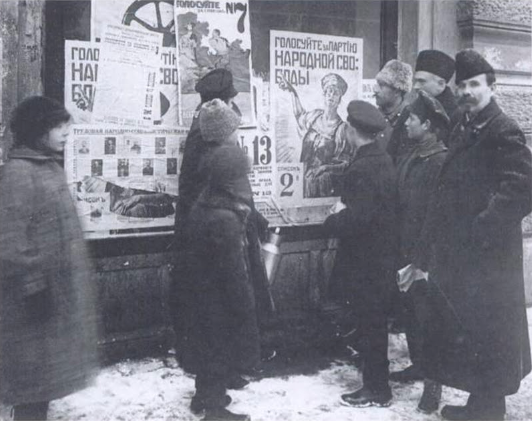
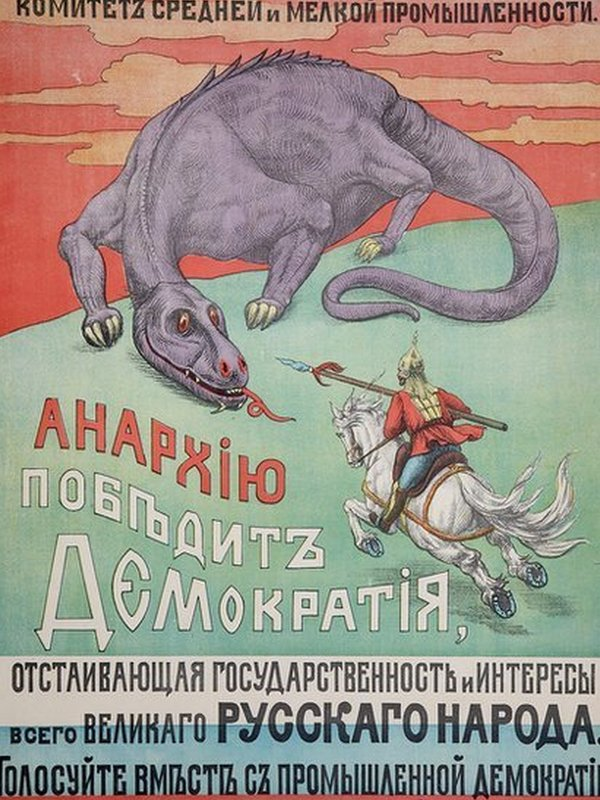
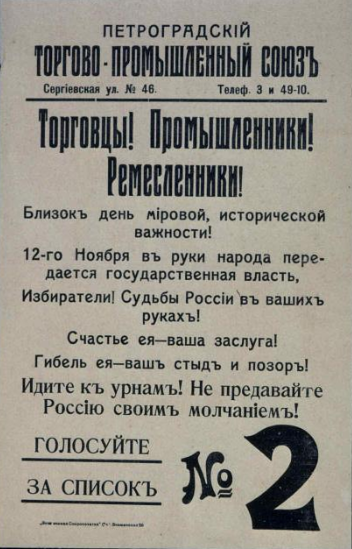
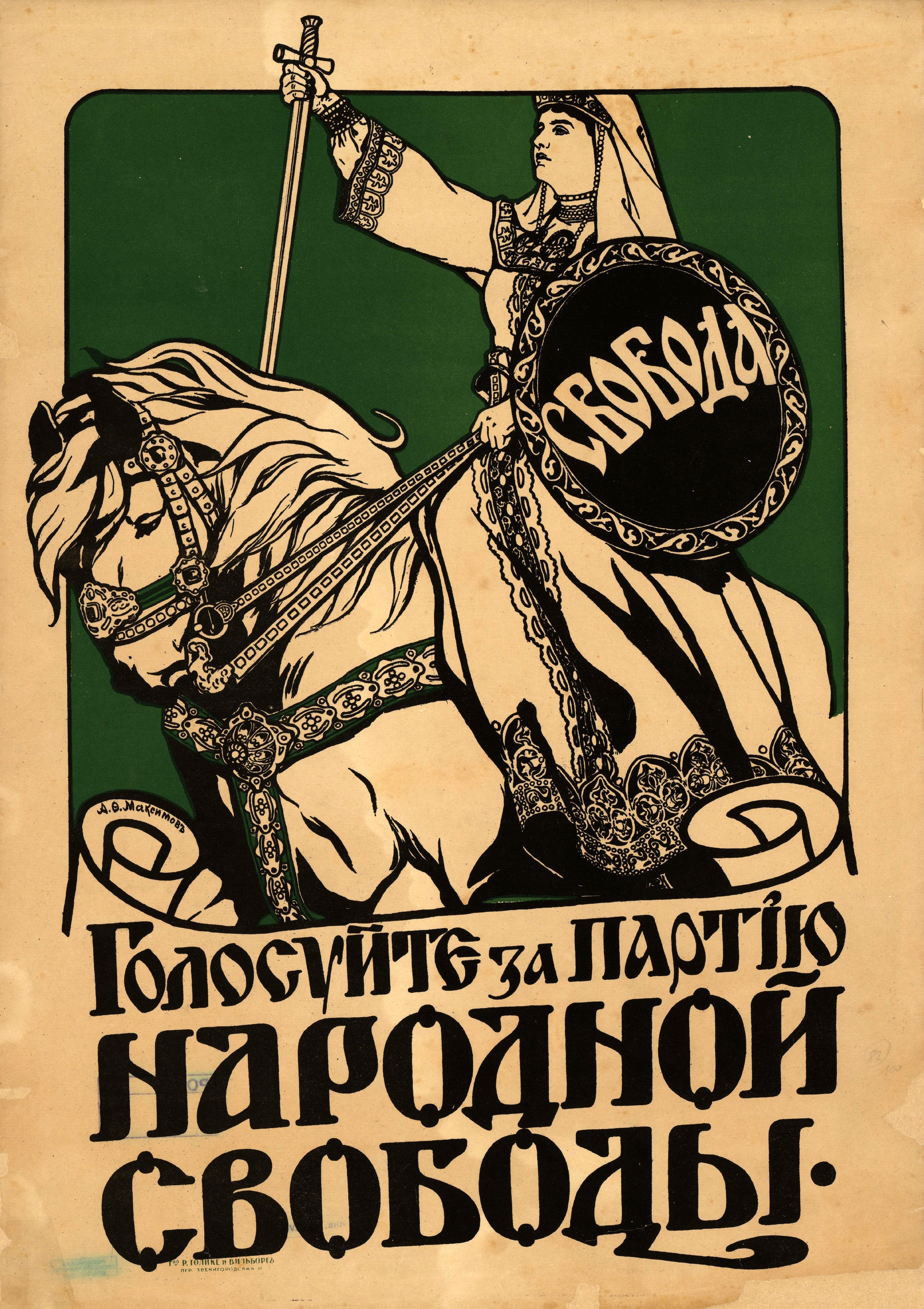
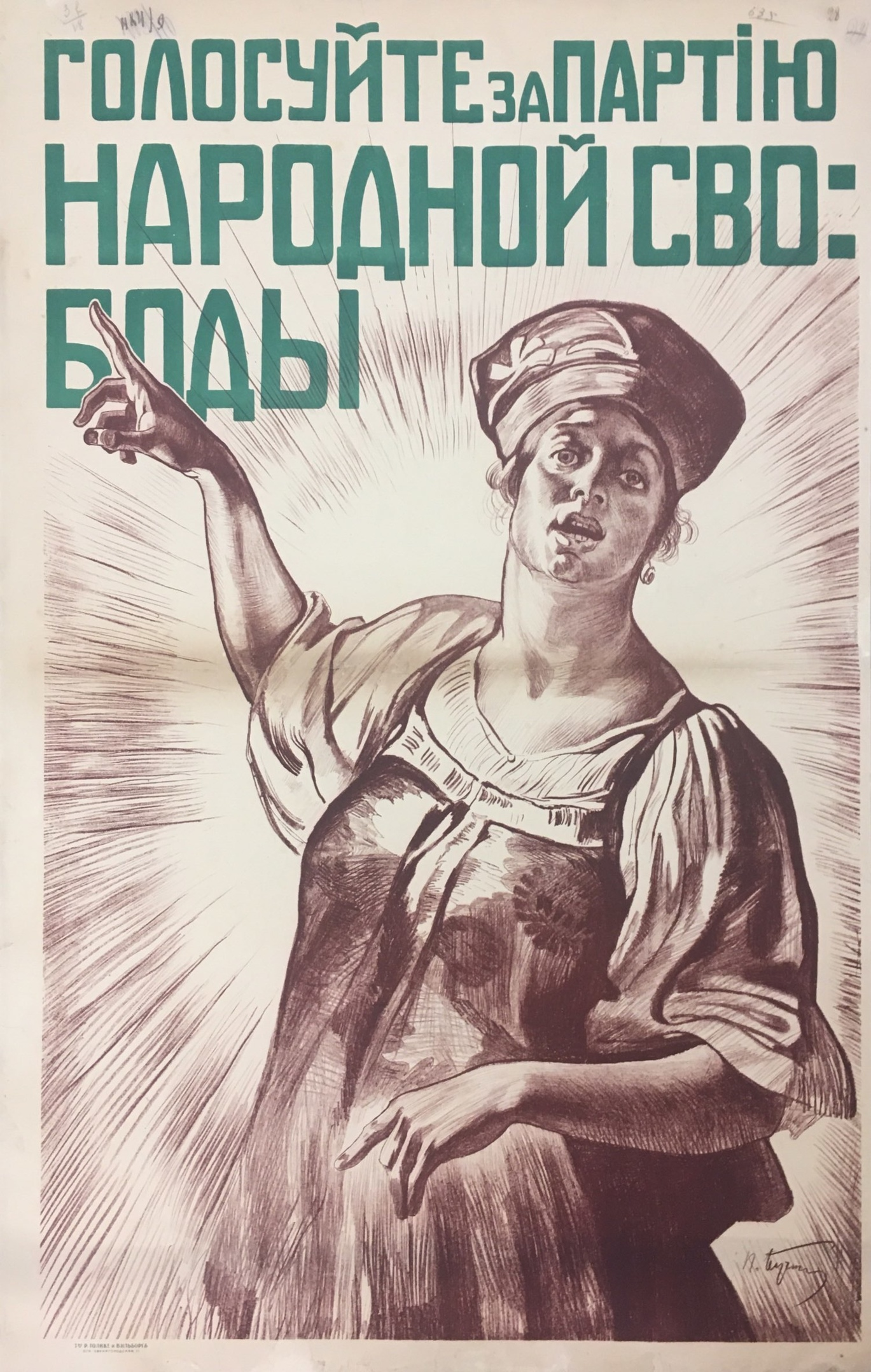
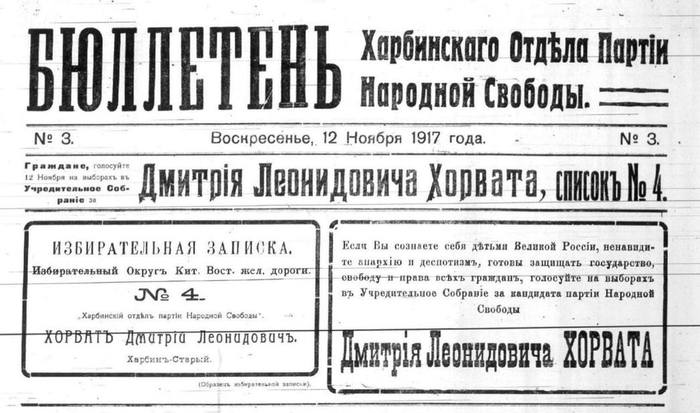
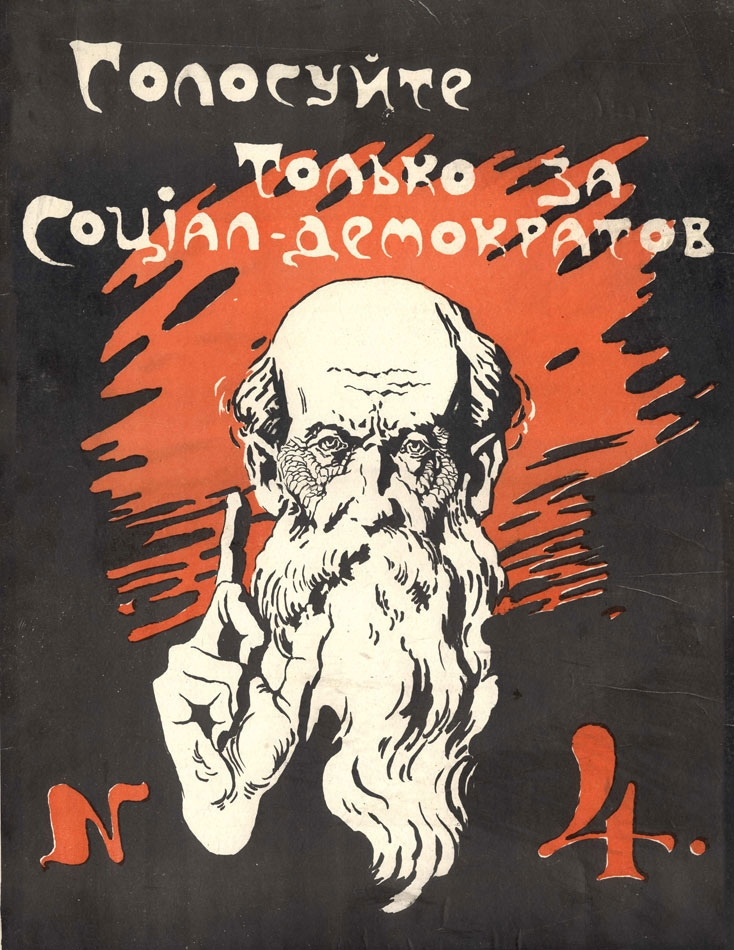
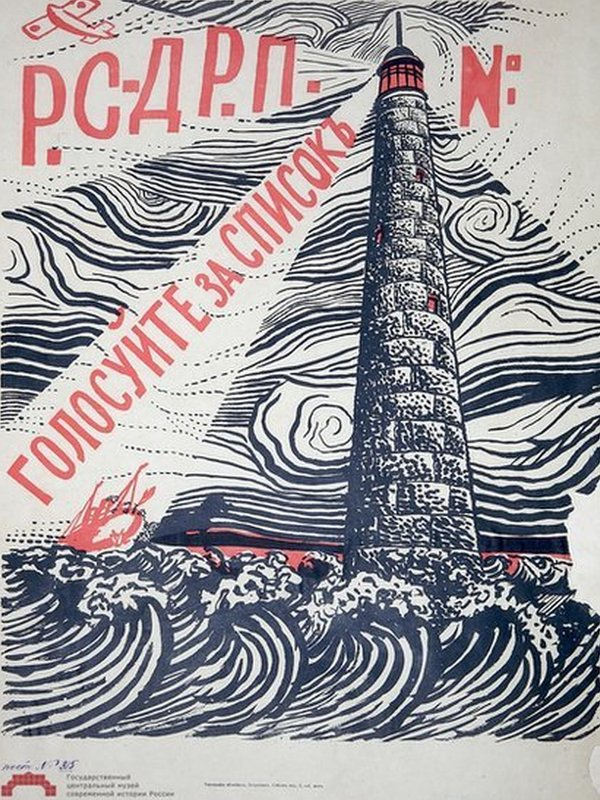
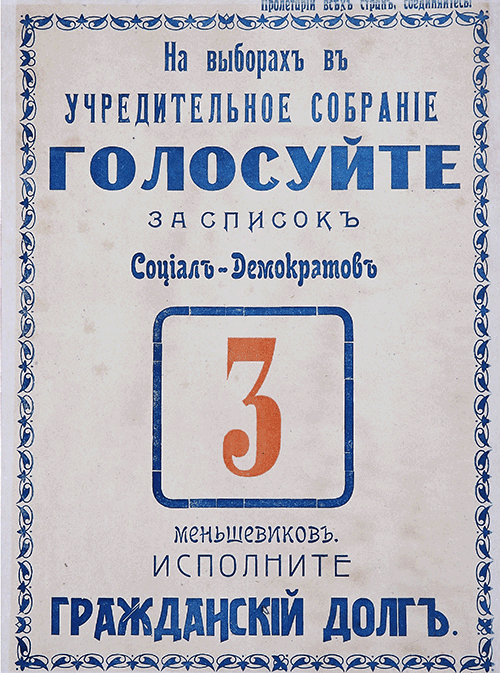
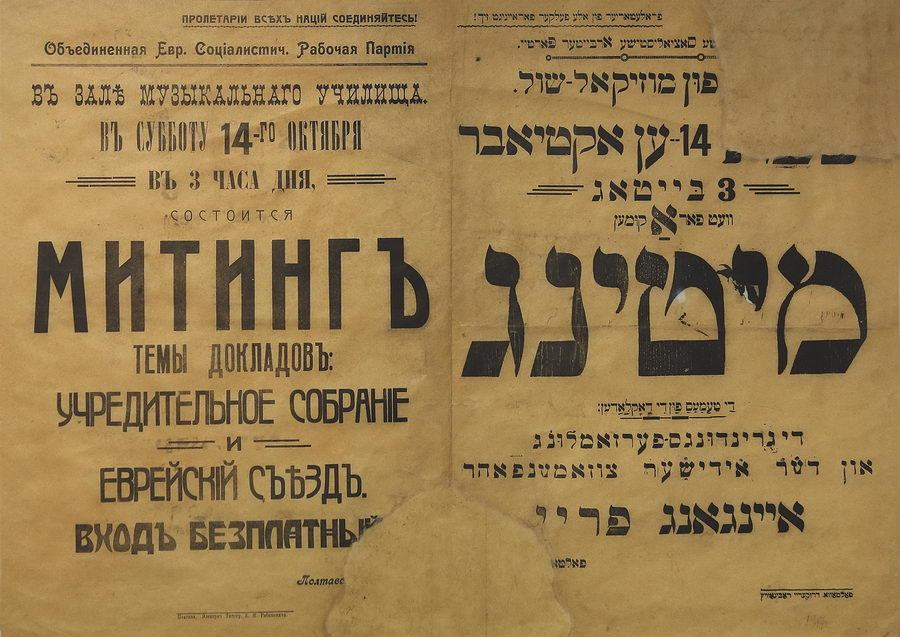
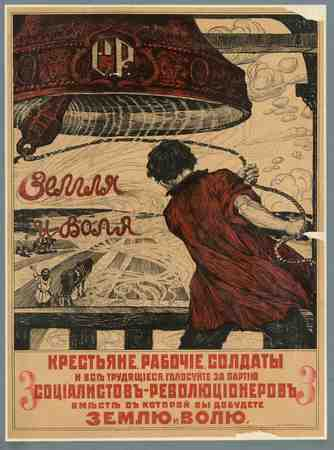
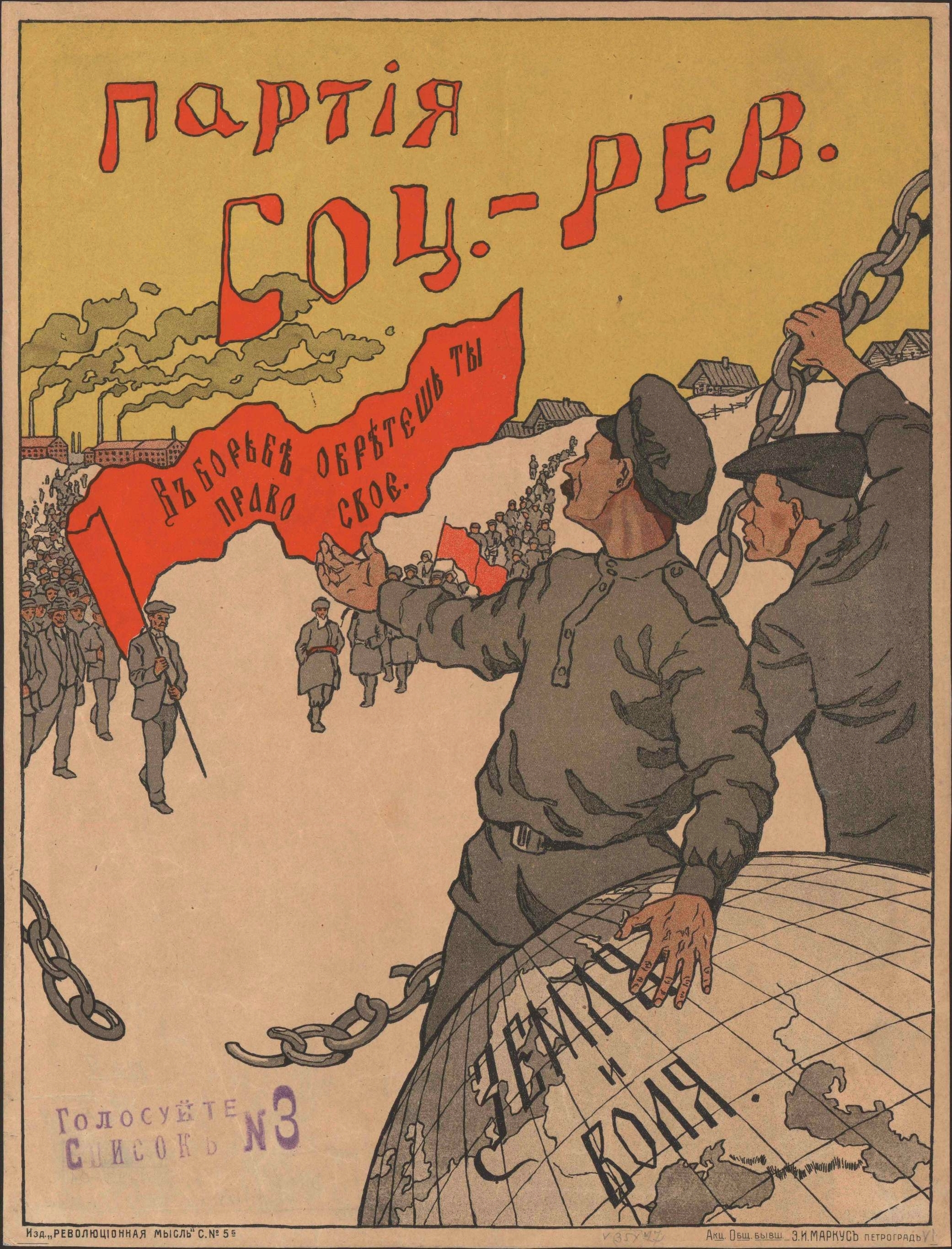